# Jerry ver Dorn
Jerry ver Dorn (* 23. November 1949 in Sioux Falls, South Dakota; † 1. Mai 2022 in Sparta, New Jersey) war ein US-amerikanischer Schauspieler.

## Leben und Karriere
Sein Fernsehdebüt gab er 1982 in der Seifenoper Springfield Story. Dort spielte er die Rolle des Ross Marler bis zu seinem Serien-Tod 2004. Er wurde hierfür 1995 und 1996 mit einem Emmy ausgezeichnet. Seit 2007 spielte er in der Seifenoper Liebe, Lüge, Leidenschaft den Clint Buchanan.
Jerry ver Dorn war ab 1977 mit seiner Frau Beth verheiratet, der Ehe entstammen zwei Söhne. Anfang Mai 2022 erlag er den Folgen einer Krebserkrankung.

## Filmografie

### Fernsehen
- 1979–2005: Springfield Story (Guiding Light, Fernsehserie, 351 Episoden)
- 1983: Satan in Weiß (The Cradle Will Fall, Fernsehfilm)
- 2005–2013: Liebe, Lüge, Leidenschaft (One Life to Live, Fernsehserie, 545 Episoden)
- 2013: One Life to Live (Fernsehserie, 40 Episoden)